# 格蘭特鎮區 (堪薩斯州塞奇威克縣)
格蘭特鎮區（英語：Grant Township）為美國堪薩斯州塞奇威克縣轄下的鎮區。2010年美国人口普查中此鎮區人口有4,973人。

## 地理
格蘭特鎮區涵蓋總面積為93.0平方（35.92平方英里），其中陸地面積為92.5平方（35.73平方英里），水域面積為0.49平方（0.19平方英里）或0.53%。海拔高度439（1,440英尺）。

## 人口統計
根據2010年美國人口普查，格蘭特鎮區人口有4,973人，其中男性有2,467人，女性有2,506人，人口密度為每平方公里53.48人，住房計1,876戶。鎮區內的白人有4,687人，非裔美國人有50人，美洲原住民有49人，亞裔美國人有59人，太平洋島裔美國人有1人，其他種族有34人，混血種族則有93人。此外鎮區內有161人為西班牙裔或拉丁裔美國人。此鎮區之年齡中位數為36.1歲，而男性年齡中位數為35.2歲，女性年齡中位數為37.1歲。

## 交通

### 主要公路
- 135號州際公路